# MGS-0028
MGS-0028 je agonist glutamatnog receptora.